# Microlophus albemarlensis
La tropidura delle Galápagos (Microlophus albemariensis (Baur, 1890)) è un rettile della famiglia Tropiduridae.

## Descrizione

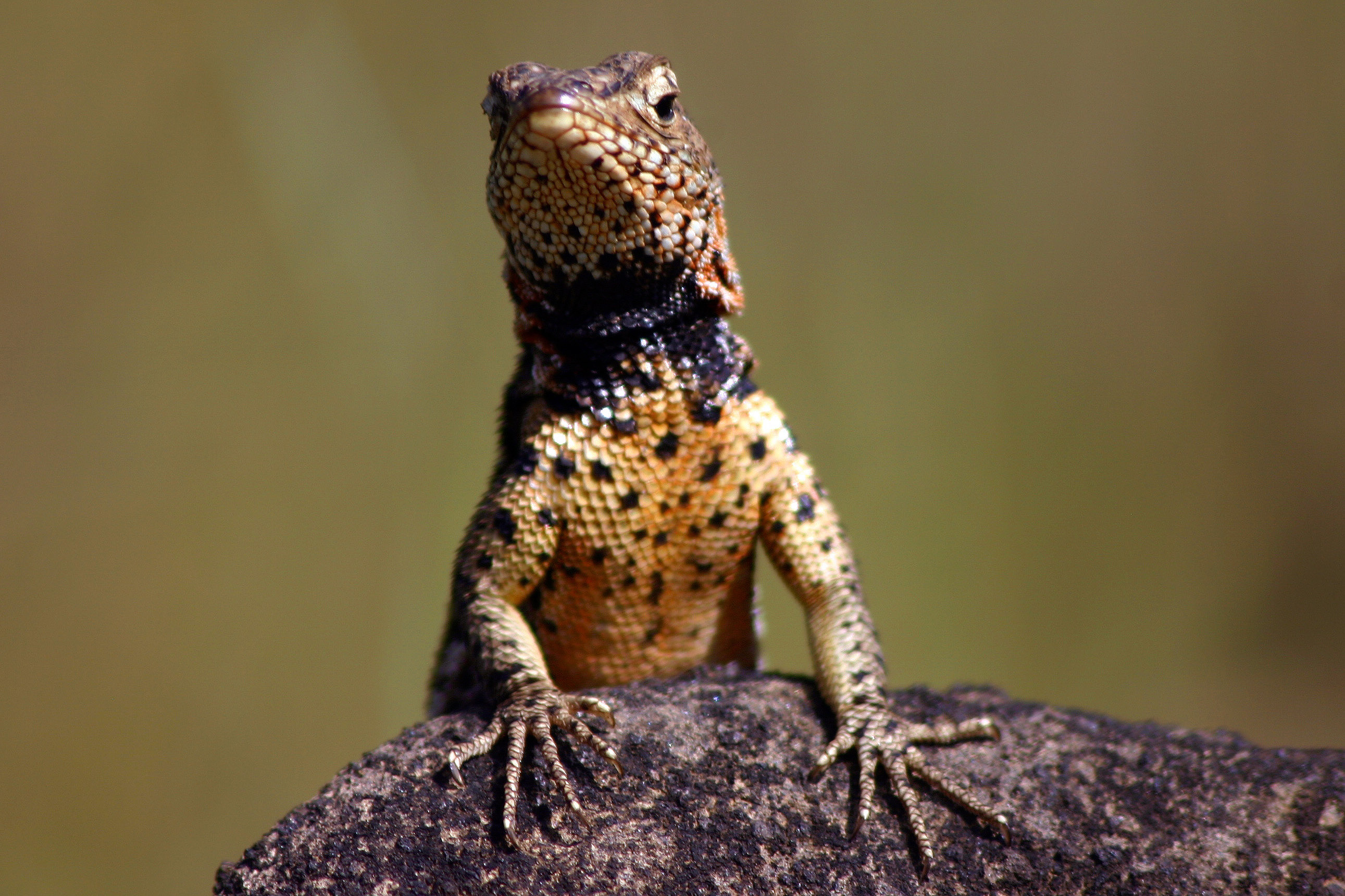
Maschio di Microlophus albemarlensis

La femmina ha dimensioni minori del maschio, ha l'addome e la gola di color arancio vivo.

## Biologia

### Comportamento
La tropidura ama molto il sole e il caldo, infatti questo rettile è strettamente legato al ciclo solare.
Lotta furiosamente a colpi di coda per difendere il proprio territorio.
Questo rettile inoltre si trova in stretta simbiosi con le otarie e con le colonie di uccelli marini, perché li pulisce dagli insetti presenti sul loro corpo.

### Alimentazione
Si nutre di formiche e di altri insetti.

### Riproduzione
È una specie ovipara.

## Distribuzione e habitat
La tropidura delle Galápagos è diffusa nelle isole dell'omonimo arcipelago.
Vive su terreni secchi e sui litorali sassosi.

## Tassonomia
Sono identificate due sottospecie:
- Microlophus albemarlensis albemarlensis (Baur, 1890)
- Microlophus albemarlensis barringtonensis (Baur, 1892)